# Шур, Владимир Яковлевич
Влади́мир Я́ковлевич Шур (род. 15 сентября 1945) — советский и российский физик, доктор физико-математических наук, профессор, автор более 500 научных работ, сын Якова Шебселевича (Савельевича) Шура. Почетный работник высшего профессионального образования Российской Федерации. Главный научный сотрудник отдела оптоэлектроники и полупроводниковой техники Уральского федерального университета имени первого Президента России Б. Н. Ельцина. Профессор кафедры физики конденсированного состояния и наноразмерных систем. Директор Уральского центра коллективного пользования «Современные нанотехнологии».

## Образование
1962—1967 физический факультет Уральского государственного университета, Екатеринбург (бывший Свердловск, СССР), специальность — «Физика».
В марте 1990 защитил докторскую диссертацию на тему: «Доменная структура одноосных сегнетоэлектриков и процессы экранирования».
Работа в Уральском федеральном университете (ранее Уральский государственный университет им. А. М. Горького):
с 2008 — Директор Уральского центра коллективного пользования ''Современные нанотехнологии''.
с 2004 — директор Уральского центра коллективного пользования «Сканирующей зондовой микроскопии» УрГУ (затем УрФУ).
с 1992 — профессор кафедры компьютерной физики УрГУ.
с 1981 — заведующий лабораторией сегнетоэлектриков НИИ физики и прикладной математики УрГУ.
1974—1988 — старший научный сотрудник лаборатории полупроводниковой физики УрГУ.
2004—2008 — президент ЗАО «Спектралус», Екатеринбург.
с 2007 — генеральный директор ООО «ЛАБФЕР Архивная копия от 26 октября 2020 на Wayback Machine», Екатеринбург.
Работа за рубежом в качестве приглашенного профессора:
Институт электротехники технического университета Рейн-Вестфалле, Аахен, Германия
Стенфордский университет, Стенфорд, Калифорния, США
Пенсильванский государственный университет, University Park, Пенсильвания, США
Дармштадтский технический университет, Дармштадт, Германия
Национальный институт материаловедения, Цукуба, Япония
Лаборатория материалов и микроэлектроники Прованса, университет Тулон дю Вар, Ла Гард, Франция
Лаборатория Физики Твердого Тела, Университет г. Ницца, София-Антиполис, Ницца, Франция
Институт Джозефа Стефана, Любляна, Словения
Членство:
c 1990 — член секции «Физика сегнетоэлектриков и диэлектриков» научного совета Российской Академии Наук по физике конденсированных сред
c 1991 — вице-президент Уральского отделения Российского оптического общества им. Д. С. Рождественского
c 1992 — член редакционной коллегии международного научного журнала «Integrated Ferroelectrics»
c 1995 — член Американского общества материаловедов (Material Research Society)
c 2002 — член Оптического Общества Америки (Optical Society of America)
c 2006 — член редакционной коллегии международного научного журнала «Ferroelectrics»
c 2008 — член Нанотехнологического Общества Российской Федерации
2009—2015 — член Президиума Совета главных конструкторов предприятий Свердловской области
с 2011 — член Коллегии национальных экспертов стран СНГ по лазерам и лазерным технологиям
с 2012 — редактор международного научного журнала «Journal of Advanced Dielectrics»
с 2012 — секретарь подгруппы 1.2 «Приемники и преобразователи оптического излучения, сенсоры, метрология» рабочей группы 1. «Элементная база фотоники» технологической платформы «Фотоника»
c 2013 — председатель правления Уральского отделения Оптического общества им. Д. С. Рождественского
с 2014 — член редакционного совета научно-технического журнала «Фотоника»
с 2014 — член редакционного коллегии научно-технического журнала «Прикладная фотоника»
с 2014 — член рабочей группы министерства образования и науки по разработке требований, предъявляемых к центрам коллективного пользования научным оборудованием и уникальным стендам и установкам
с 2014 — член межведомственной рабочей группы по направлению «Инфраструктура научных исследований» при Совете при Президенте Российской Федерации по науке и образованию
с 2014 — член Научного Совета по приоритетной научной задаче «Исследование и разработка материалов с принципиально новыми свойствами на основе методов атомно-молекулярного конструирования»
с 2018 — редактор международного научного журнала «Crystals»
с 2018 — член президиума нанотехнологического общества России
Приглашенный лектор более чем на 70 международных конференциях и научных семинарах.
Рецензент журналов: «Физика твердого тела», «Applied Physics Letters», «Applied Surface Science», «The European Physical Journal B», «Journal of Applied Physics», «IEEE Transactions on Ultrasonics, Ferroelectrics, and Frequency Control», «Integrated Ferroelectrics», «Ferroelectrics», «Journal of Physics D, Applied Physics», «Materials Science and Engineering B», «Micron», «Nanotechnology», «Nature Materials», «New Journal of Physics», «Optical Materials», «Optics Express», «Physica B: Condensed Matter», «Physica Status Solidi», «Thin Solid Films», «Journal of Inorganic Materials», «Laser and Photonics Review», «Journal of Advanced Dielectrics», «Materials Chemistry and Physics», «Journal of the American Ceramic Society».
Награды:
2005 — Нагрудный знак «Почетный работник высшего профессионального образования Российской Федерации»
2010 — Диплом губернатора Свердловской области «Профессор года» по направлению «Естественные науки»
2016 — IEEE Senior Member (Институт инженеров электротехники и электроники)
2018 — Лауреат национальной премии: «Профессор года» в номинации «Естественные науки»
2020 — Лауреат Общенациональной премии «Профессор года» в номинации «Естественные науки»
Направления исследований:
- Создание периодических доменных структур в монокристаллах ниобата лития и танталата лития для нелинейно-оптических применений
- Микро- и нано-доменная инженерия в сегнетоэлектриках
- Доменная структура ферроиков: формирование и эволюция
- Процессы переключения поляризации в сегнетоэлектриках
- Кинетика фазовых превращений
- Нанотехнологии